# 黃明昇
黃明昇（英語：Sam Wong Ming Sing，1966年6月30日—），香港電影演員、導演、動作指導

## 簡歷
黃明昇香港出生，祖籍廣東海豐，原是舞蹈員，在電影擔任幕後工作兼演員，於1987年參加由無綫電視主辦的《超級新星競選》奪得「最佳才藝獎」及「最佳身手獎」兩個獎項，繼而簽了三年合約成為旗下藝員，但由於被投閒置散故提前解約全力向影圈發展

## 電影作品

### 演出
- 1984《夾心沙展》
- 1984《貓頭鷹與小飛象》
- 1985《情逢敵手》
- 1986《奪寶計上計》
- 1986《殭屍翻生》
- 1986《皇家戰士》
- 1987《中華戰士》
- 1987《江湖龍虎鬥》
- 1989《黑色迷牆》
- 1989《我在江湖》
- 1990《亂世兒女》
- 1990《紅場飛龍》飾	竹上村
- 1991《魔域飛龍》
- 1991《衝擊天子門生》
- 1992《機Boy小子之真假威龍》
- 1992《警察故事III超級警察》
- 1992《油尖少爺》
- 1993《城市獵人》
- 1993《馬路天使》
- 1993《重案組》
- 1993《超級計劃》
- 1994《倫文敘老點柳先開》
- 1994《醉拳II》
- 1995《霹靂火》
- 1996《新上海灘》
- 1997《神偷諜影》
- 1998《我是誰》
- 1998《幻影特攻》
- 1999《成龍的特技》
- 1999《原始武器》
- 2001《特務迷城》飾 售貨員
- 2008《功夫之王》
- 2011《蔡李彿》飾 錢星
- 2019《沉默的證人》

### 導演
- 2011《蔡李彿》
- 2013《蝙蝠別墅》
- 2022《邊緣行者》
- 2024《超意神探》

### 動作導演
- 2011《蔡李彿》
- 2018《新烏龍院之笑鬧江湖》
- 2019《沉默的證人》

### 編劇
- 2022《邊緣行者》

### 監製
- 2000《愛我別走》
- 2003《給他們一個機會》

## 提名
- 1993【第十二屆香港電影金像獎】最佳動作設計（《警察故事Ⅲ超級警察》唐季禮、鄧德榮、薛春煒、陳文清、黃明昇）
- 2002【第39屆金馬獎】最佳動作設計（《給他們一個機會》黃明昇、火星）

## 廣告代言
- 1990《東東雲吞麵》

## 外部連結
- 黃明昇在香港影庫上的簡介
- 黃明昇的新浪微博
- 超級新星競選參賽者②林文龍⑤黃明昇⑳葉碧雲分組演繹《迫遷鬼撞鬼》 （页面存档备份，存于） big big channel. 2020